# Lotta på Bråkmakargatan
Pour plus de détails, voir Fiche technique et Distribution.
Lotta på Bråkmakargatan (ce qui signifie en suédois Lotta dans la rue des troubles) est un film suédois réalisé par Johanna Hald, sorti au cinéma en Suède en 1992. C'est un long métrage en prises de vues réelles pour la jeunesse, adapté des fictions radiophoniques et des livres de l'auteur suédois Astrid Lindgren.

## Synopsis
Le film suit la vie quotidienne de Lotta, une petite fille âgée de 5 ans qui vit en Suède avec ses parents, son frère et sa sœur. Au fil du film, Lotta vit cinq courtes aventures successives, qu'elle résout avec témérité et humour.

## Fiche technique
- Titre original : Lotta på Bråkmakargatan
- Réalisation : Johanna Hald
- Pays d'origine :  Suède
- Langue : suédois
- Format : couleur
- Son : Dolby
- Durée : 74 minutes
- Dates de sortie :
- Date de sortie : Suède : 26 septembre 1992[1]

## Distribution
- Grete Havnesköld (Lotta)
- Linn Gloppestad (Mia-Maria)
- Martin Andersson (Jonas)
- Beatrice Järås (Dorit (la mère de Lotta))
- Claes Malmberg (Étienne (le père de Lotta))
- Margreth Weivers
- Ulla Lopez
- Klas Dykhoff
- Rune Turesson
- Else-Marie Sundin
- Alice Braun
- Anna Nyman
- Claes Månsson